# 七つの誓い
七つの誓い（ななつのちかい）は、北村寿夫原作の新諸国物語の1作として書かれた小説。
1955年にNHKで、ラジオドラマ化され、映画化もされた。

## ラジオ
- 『新諸国物語 七つの誓い』（1955年1月〜12月、NHKラジオ第1放送・月曜～金曜18:30 - 18:45）

### 主題歌
- 「七つの誓いの唄」「三角帽子の唄」「黒水仙の唄」（作詞：北村寿夫、補作詞：佐伯孝夫、作曲：福田蘭童）

| NHKラジオ第一 月曜～金曜 18:30 - 18:45 | NHKラジオ第一 月曜～金曜 18:30 - 18:45 | NHKラジオ第一 月曜～金曜 18:30 - 18:45 |
| 前番組                                 | 番組名                                 | 次番組                                 |
| -------------------------------------- | -------------------------------------- | -------------------------------------- |
| 不明                                   | 新諸国物語 七つの誓い                  | 不明                                   |

## 映画
『新諸国物語 七つの誓い』
- 黒水仙の巻 - 1956年12月26日公開
- 奴隷船の巻 - 1957年1月3日公開
- 凱旋歌の巻 - 1957年1月9日公開

製作・配給:東映、スタンダード、総天然色アグファ東映カラー作品。

### スタッフ
- 脚本・監督：佐々木康
- 製作：大川博
- 企画：マキノ光雄、藤川公成、吉野誠一
- 撮影：三木滋人
- 照明：田中憲次
- 録音：石原貞光
- 美術：鈴木孝俊
- 編集：宮本信太郎
- 音楽：山田栄一、福田蘭童
- 計測：羽田辰治
- 進行主任：池田利次
- 装置：加藤貞雄
- 背景：宮内省吾
- 装飾：神先頌尚
- 記録：梅津泰子
- 衣裳：三上剛
- 美粧：林政信
- 結髪：西野艶子
- スチール：平井稔乃
- 擬斗：足立伶二郎
- 助監督：加藤泰
- 撮影助手：鷲尾元也
- 照明助手：小林康信
- 録音助手：中井秀夫
- 美術助手：稲野実
- 編集助手：細谷修三
- 色彩助手：川上晃
- 演技事務：田辺嘉昭
- 進行：渡部健作
- 色彩考証：和田三造
- 舞踊振付：三木一郎
- 現像：東京現像所

### 出演
- 中村錦之助：五郎
- 東千代之介：黒覆面(麟之介信行)
- 大川橋蔵：夕月丸
- 伏見扇太郎：カピ
- 波島進：ゲンジ
- 千原しのぶ：桜子
- 丘さとみ：サラ
- 三笠博子：楓
- 浦里はるみ：波路
- 片岡栄二郎：トカチ
- 山形勲：一文字入道
- 徳大寺伸：梟丸
- 加賀邦男：トルハン
- 吉田義夫：オンゴ
- 明石潮：足利義晴
- 三條雅也：ダミル
- 初音礼子：黒比丘
- 赤木春恵：きぬ
- 八汐路佳子：麻奈
- 毛利菊枝：スマ
- 山口勇：髭丸
- 伊東亮英：杢助
- 高松錦之助：ヤシム
- 月形哲之介：梶村右藤太
- 中野雅晴：次助
- 外野村晋：塩尻勘太夫
- 長島隆一：トルーン
- 百々木直：虎三
- 中村時之介：火野原陣五左
- 千舟しづか：アン
- 北村曙美：萬里
- 五條恵子：アンナ
- 有島三都子：チカ
- 大丸巌：ケンドム
- 仁礼功太郎：バドール
- 岸田一夫：ギルダン
- 木南兵介：平吉
- 大文字秀介：六助
- 水野浩：慈円
- 加藤浩：タンギ
- 佐々木松之亟：トルカ
- 山本英三朗：チジマ
- 羅生門：ゴーレム

- 坂東蓑助：高山伊織
- 月形龍之介：加賀爪丹波